# Pine Crest School
Pine Crest School es una escuela preparatoria privada con campus en Fort Lauderdale, Florida y Boca Ratón. Fue fundado en Fort Lauderdale en 1934 por Mae McMillan, que fue el primer presidente de la escuela.
Pine Crest es un miembro de la Asociación nacional de Escuelas Independientes, y está acreditado por la Asociación del sur de Universidades y Escuelas, la Asociación del sur de Escuelas Independientes, el Consejo de Escuelas independientes de Florida, y el Consejo de Guardería de la Florida. 
Pine Crest School tiene dos campus: el Campus William J. McMillan en Boca Ratón, Florida, y el Campus Mae McMillan en Fort Lauderdale, también en Florida, Estados Unidos. El campus de Boca Ratón originalmente en la academia del mismo lugar, fue tomado por Pine Crest en 1987 y tiene alumnos de pre-guardería hasta el octavo grado. El campus de Fort Lauderdale tiene alumnos de Pre-guardería hasta 12 Grado.

## Historia
Pine Crest School fue acreditada durante aquellos años y desarrolló una reputación como escuela preparatoria excelente. También por la Asociación del sur de universidades y escuelas, estuvo seguido por afiliación en la Asociación N0nacional de escuelas independientes, el Consejo de Florida de escuelas independientes, y numerosos otros grupos profesionales. Para servir mejor las necesidades de la extensión de la población de la comunidad, la escuela estuvo incorporada como institución sin ánimo de lucro en 1959 y movido en 1965 a un enteramente campus nuevo en Fort Lauderdale. En aquel tiempo, William J. McMillan, el hijo del fundador, se convirtió en el director de la escuela y sirvió aquella ocupación hasta 1988, cuando Lourdes M. Cowgill se convirtió en la directora y McMillan ocupó el cargo de presidente de empresa de la preparatoria de Pine Crest School. Más tarde, Cowgill sucedió a McMillan en el cargo de presidenta el 1 de septiembre de 1995. En enero de 2011, Henry M. Battle Jr. fue nombrado presidente, siendo el cuarto en obtener el cargo. En consecuencia, después de mucha controversia, Battle abandonó el cargo. En mayo de 2011, Dana Markham fue nombrada como presidente suplente, y en diciembre de 2011, se convierte en la quinta presidenta de Pine Crest School.
.

## Listas
Según la publicación de Washington Post en 2012, Pine Crest School obtuvo el segundo lugar en la nación basada en su índice. El primer lugar fue Sain Anselm's Abbey en Washington D. C. y Pine Crest se impuso a Washington International School y a Harvard Westlake School de Los Ángeles, California.

## Alumnos notables

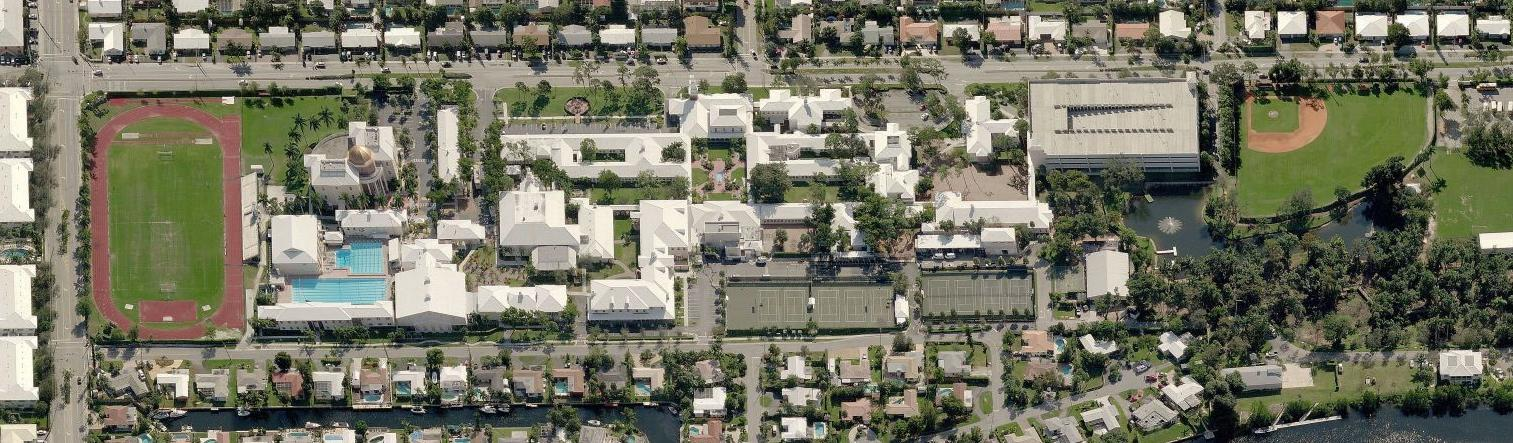
Vista aérea del campus de Pine Crest School en Fort Lauderdale en el 2009.

Entre los notables estudiantes de Pine Crest School, se encuentran:
- Reed Alexander
- Jayne Atkinson
- Kevin Boothe
- Andy Buckley
- Mary Carey
- Bernadette Castro
- Stephen F. Cohen
- Jonathan Cohn
- David L Cocinero
- Bethenny Frankel
- Mark Gilbert
- Marshall Godschalk
- Dan Goldman
- Kelsey Grammer
- Ariana Grande
- Frankie Grande
- Farris Hassan
- Wayne Huizenga
- Brandon Caballero
- Kira Kosarin
- Jeff Marx
- Haley Musgo
- Diana Nyad
- Robin S. Rosenbaum
- Mate Rubel
- Laurel Touby
- Frederic Wakeman
- Jonathan Weil
- Amir Arison
- Joseph Califf

## Logros
Entre los años 2004 y 2005, los alumnos Kyle Mahowald, Andrew Malcolm, y Caitlin McAuliffe, fueron nombrados becarios presidenciales por el Departamento de educación de los Estados Unidos, esa fue la primera vez que más de dos estudiantes en Florida recibieron el premio; normalmente dos estudiantes por estado son premiados. En octubre de 2006, 21 miembros de la clase de 2007 fueron nombrados semifinalistas de mérito nacional por la Empresa nacional de beca meritoria, la segunda escuela más semifinalistas que cualquier otra en la historia de Florida. Pine Crest está constantemente entre los mejores 25 colegios privados en la nación por su rendimiento en la competición.